# 屈塬
屈塬（1959年10月—），陕西乾县人，中国词作家，中国音乐家协会理事。任职于中国人民解放军第二炮兵部队政工团。代表作为歌曲《天路》。